# Smartlynx Airlines Estonia
Smartlynx Airlines Estonia — естонська чартерна авіакомпанія та дочірня компанія латвійської SmartLynx Airlines. Розпочала свою діяльність у 2012 році літаками материнської компанії і з тих пір поступово придбала власний флот.

## Флот
Флот SmartLynx Airlines Estonia на серпень 2017:
| Тип             | Експлуатується | Замовлено | Пасажирів | Примітки |
| --------------- | -------------- | --------- | --------- | -------- |
| Airbus A320-200 | 6              | 1         | 180       |          |
| Загалом         | 6              | 1         |           |          |